# Luz de Buenavista
Luz de Buenavista är en ort i Mexiko.   Den ligger i kommunen Romita och delstaten Guanajuato, i den centrala delen av landet, 300 km nordväst om huvudstaden Mexico City. Luz de Buenavista ligger 1 772 meter över havet och antalet invånare är 265.
Terrängen runt Luz de Buenavista är platt åt nordväst, men åt sydost är den kuperad. Runt Luz de Buenavista är det ganska tätbefolkat, med 116 invånare per kvadratkilometer. Närmaste större samhälle är Romita, 12,6 km nordost om Luz de Buenavista. Trakten runt Luz de Buenavista består till största delen av jordbruksmark.